# BlaBlaCar

Країни, де працює BlaBlaCar

Блаблакар (англ. BlaBlaCar) — найбільша у світі онлайн-платформа для пошуку автомобільних попутників, створена 2004 року. В Україні сервіс працює з 2014 року. BlaBlaCar дозволяє водієві частково розділити свої дорожні витрати разом із попутниками, не маючи на меті заробити на цьому. За задумом, водій компенсує більшу частину витрат на пальне, а пасажири подорожують дешевше, ніж за допомогою потяга, автобуса чи літака.
Сервіс доступний як на сайті, так і через мобільні додатки для iOS і Android. Офіційно сервіс представлений в 22 країнах Європи, Азії та Америки та налічує понад 100 мільйонів користувачів. BlaBlaCar скорочує викиди CO2 на 1,6 млн тонн і об'єднує понад 120 млн людей щорічно.

## Концепція та історія створення
Ідея створення сервісу для спільних поїздок вперше з'явилася у француза Фреда Мазелли у 2004 році. Хлопець хотів відсвяткувати Різдво разом з рідними, які жили за містом, але у нього не було ні автомобіля, ні квитка на потяг. Йому спала на думку ідея поїхати з одним із водіїв, які й так їдуть в потрібному напрямку, а взамін розділити з ним витрати на пальне.
Економічна модель стартапу розрахована на великі відстані і орієнтована на власників автомобілів, які знаходять попутників, щоб заповнити вільні місця під час поїздок, які б відбулись у будь-якому випадку. До того Фредерік Мазелла вивчав фізику, пізніше працював у NASA. У широкому розумінні, його задум полягав у використанні потенціалу P2P-системи, у якій об'єднання людей дасть ефективне використання ресурсів з позитивним ефектом для економіки та екології.
У 2006 Фредерік купив для сайту доменну назву covoiturage.fr. Пізніше він зустрів Франциса Наппеса, який став співзасновником сервісу. Паралельно Фред завершував навчання на MBA та планував стратегію райдшерингу ще з одним студентом, Ніколасом Брюссоном, який став третім співзасновником та відповідальним за розвиток компанії у Європі. Спочатку компанія носила назву Comuto, з виходом в Іспанію почав роботу сайт comuto.es. У червні 2011 відбувся запуск у Великій Британії і компанія змінила назву на BlaBlaCar: при реєстрації користувачі вказували рівень балакучості від «Bla» (мовчазний), «BlaBla» (помірно балакучий) до «BlaBlaBla» (дуже балакучий). У 2012 році BlaBlaCar почав роботу у ще шести країнах Європи (Італії, Португалії, Польщі, Нідерландах, Люксембурзі і Бельгії). Іспанський та французький сайти були згодом перейменовані в цілях стандартизації мережі.
У 2015 підписав угоду з страховою компанією AXA, щоб гарантувати перевезення пасажирів при виникненні страхових ситуацій. Наприкінці 2015 року BlaBlaCar розгорнувся в Латинській Америці: Мексиці і Бразилії, для чого було залучено фінансування в обсязі 200 млн доларів США. Після цього капіталізація сервісу виросла до $1,6 млрд.

## В Україні
На ринок України BlaBlaCar вийшов на початку 2014 року, купивши успішний український стартап «Подорожники». Творець «Подорожника» Олексій Лазоренко став керівником BlaBlaCar в Україні та Росії. У Києві розташовано один із 6 офісів компанії. Серед інших українських компаній BlaBlaCar співпрацював з «WOG», «ОККО»співпрацює з ПриватБанком тощо.
У 2016 55 % користувачів використовували сервіс для поїздок на відпочинок, 49 % їздили до батьків чи родичів, 42 % користувалися ним для ділових та робочих поїздок. Пасажиропотік традиційно зростає напередодні свят.
У 2018 році BlaBlaCar вперше вийшов за межі карпулінга оголосивши про купівлю компанії Ouibus — одного з найбільших автобусних операторів Франції, який належить державній компанії SNCF, що управляє залізницями країни. На поточний момент новостворений BlaBlaBus працює в 7 країнах (Франція, Бельгія, Нідерланди, Люксембург, Німеччина, Іспанія та Італія).
У 2019 році BlaBlaCar придбав російський сервіс Busfor для купівлі автобусних квитків у Європі та РФ. Так BlaBlaCar стала найбільшою платформою для автопоїздок. З початку 2020 року з'явилась можливість купувати автобусні квитки, а автобусним перевізникам — пропонувати свої послуги.
У вересні 2022 року BlaBlaCar оголосив про оновлення:
- додано верифікацію профілів користувачів

- запустив нову систему онлайн бронювань. Пасажири тепер сплачують сервісний збір під час бронювання поїздки

Станом на жовтень 2022 року BlaBlaCar в Україні налічує 8 млн користувачів.

## В Росії
10 березня 2022 року в компанії оголосили про зупинку інвестицій на російський ринок через санкції проти Росії. Компанія заявила про припинення фінансових операцій між своєю російською дочірньою компанією та іншими підрозділами. BlaBlaCar продовжив працювати в Росії, ізолювавши російські фінансові операції від інших підрозділів.

## Турбота про довкілля
Спершу метою компанії була оптимізація використання автомобілів. Платформа дозволяє збільшити кількість пасажирів в одному авто і скоротити кількість машин на дорогах, а отже, і викиди вуглецю. Дослідження 2019 року «Zero Empty Seats» показало, що BlaBlaCar скорочує викиди CO2 на 1,6 млн тонн на рік.

## Схожі сайти
- Україна: StopCar (stopcar.com.ua)
- Північна Америка: Zimride і covoiturage.ca
- Центральна Америка: Rides
- Європа: Carpooling.com(EN)
- Індія: Ridingo
- Океанія: JayRide